# 内野勝行
内野 勝行（うちの かつゆき、1982年 - ）は、日本の医師（脳神経内科医）
金町駅前脳神経内科、医療法人天照会理事長を務める。

## 概要
- トンネル工事の父と資格ホルダーの板前の母の間に生まれ  転居する事10数回、6回ほどの転園転校を繰り返すうちに特殊な人格を手に入れる  作家かお笑い芸人を夢見て高校から英文系大学へ入学するも学部が倒産、ウイスキー目当てにイギリス留学するも占いを信じ緊急帰国
- 半年間のドラゴン桜浪人からの医学部入学
- その後も学費の為にバイト三昧 借金ホルダーとなりようやく医者になるも4年目で病院の副院長にヘッドハンティングされ立て直すも突然の契約終了  流れ着いた金町で開業するも半年で閉院の危機になるがメディアに出させていただき復活3年で法人化その後も毎年厄年を更新し続けている

- 日本内科学会認定医
- 厚生労働省認定認知症サポート医
- 緩和ケア認定医
- ボトックス治療指定医
- 日本神経学会会員
- 日本スポーツ協会公認スポーツドクター
- 日本神経学会臨床医部会設置準備委員会作業部会委員
- 日本医師会認定産業医

専門は全身管理ができる脳神経内科、認知症予防・改善。
年に1回千葉県内の小学校で命を守る学習と題して、AEDの使用方法のレクチャーをする
　学校・園医　千葉市立土気小学校　大木戸小学校　葛飾区立　新宿中学校　千葉県ナーセリー鏡戸　ニチイキッズあすみが丘保育園

## 経歴
- - 2000年　4月 秀明大学国際協力学部　国際協力学科入学
  - 同年　　10月 英国University of Kent  Chaucer college　留学
  - 2001年　4月 日本へ帰国し浪人生活
  - 2002年　4月 帝京大学医学部入学
  - 2007年　4月 帝京大学医学部附属病院入職
  - 2013年　4月 鏡戸病院　副院長
  - 2015年　6月 金町脳神経内科・耳鼻咽喉科開院　
  - 2018年　9月 医療法人社団天照会　設立
  - 2020年　1月 金町駅前脳神経内科に改名
  - 2020年　9月 八千代げんきクリニック開業
  - 2023年　2月 医療法人社団鏡一会　副理事長

## 著書
- 「疲れをとりたきゃ腎臓をもみなさい」共著　アスコム社
- 「5人の名医が脳神経を徹底的に研究してわかった究極の疲れない脳」アチーブメント出版
- 「運転免許認知機能検査まるわかり本 75歳からの免許更新に備えよう」エヌプラス　医療監修
- 「ストレスとりたきゃ頭蓋骨をもみなさい」医療監修　アスコム社
- 「ボケ、のち晴れ」医療監修　アスコム社
- 「認知症の取扱説明書」医療監修　ソフトバンククリエイティブ

## テレビ出演
- - テレビ朝日「中居正広のミになる図書館」  日本テレビ「行列のできる法律相談所」医療監修  テレビ朝日「林修の今でしょ！講座」  TBS「ビビット」  TBS「林先生が驚く初耳学」医療監修  TBS「水曜日のダウンタウン」医療監修  TBS「直撃！コロシアム！ズバっとTV」  TBS「櫻井・有吉THE夜会」医療監修  テレビ東京「リトルトーキョーライフ」  テレビ東京「土曜スペシャル　この冬絶対に得する！　業界の法則or裏ワザSP！！」  マツコ＆有吉の怒り新党　医療監修  テレビ東京「愛と怒りの１億３千万人大捜査！～今捜したい人」  フジテレビ「めざましテレビ」  フジテレビ「人気者から学べ　そこホメ!?」  フジテレビ「その原因Xにあり」  フジテレビ「ノンストップ！」  フジテレビ「バイキング」医療監修  テレビ東京「L4YOU!」
  - TBS「ワールド驚愕ミステリー」
  - ラジオ「生島ヒロシのおはよう定食」他

## 監修サイト
- 金町駅前脳神経内
- Youtube「ドクターうっちー論！」